# Andinagrion peterseni
Andinagrion peterseni är en trollsländeart som först beskrevs av Friedrich Ris 1908.  Andinagrion peterseni ingår i släktet Andinagrion och familjen dammflicksländor. Inga underarter finns listade i Catalogue of Life.